# Rudolf Tomaschek
Rudolf Karl Anton Tomaschek (* 23. Dezember 1895 in Budweis; † 8. Februar 1966 in Breitbrunn am Chiemsee) war ein deutscher Experimentalphysiker. Seine wissenschaftlichen Leistungen beinhalteten Arbeiten zum Phosphoreszenz, Fluoreszenz, den Gezeiten, und dem fehlgeschlagenen Nachweis eines Äthers. Er war ein Anhänger der Deutschen Physik, was seine Suspendierung von seiner Universitätsanstellung nach dem Zweiten Weltkrieg verursachte.

## Leben und Werk
Von 1913 bis 1918 studierte Tomaschek an der Deutschen Universität Prag. Er erhielt sein Doktorat in den frühen 20ern unter Philipp Lenard an der Ruprecht-Karls-Universität Heidelberg und wurde danach Lenards Assistent. Letztere Aussage ist nicht eindeutig geklärt, da in Michael Grüttners Werk „Biographisches Lexikon zur nationalsozialistischen Wissenschaftspolitik“ steht, dass Tomaschek seine Promotion 1918 in Prag durchlief, obwohl Lenard nie in Prag tätig war. Er vollendete 1924 seine Habilitation bei Lenard. Im November 1926 ging Tomaschak an die Technische Hochschule München und 1927 zur Philipps-Universität Marburg als außerordentlicher Professor für Experimentalphysik. Von 1934 bis 1939 war Tomaschek ordentlicher Professor und Direktor des Physikalischen Instituts an der Technischen Hochschule Dresden, von 1939 bis 1945 in derselben Funktion an der Technischen Hochschule München. 1940 wurde er auf Druck des Bayerischen Kultusministeriums zum ordentlichen Mitglied der Bayerischen Akademie der Wissenschaften ernannt. 1941 wurde er Mitglied der Deutschen Akademie der Naturforscher Leopoldina.
Tomaschek führte ab 1921 eine Reihe von Messungen durch – Wiederholungen des Michelson-Morley-Experiments und des Trouton-Noble-Experiments – welche den Nachweis eines Äthers erbringen sollte, jedoch waren die Ergebnisse allesamt negativ, wodurch sie (für den Kritiker der Relativitätstheorie Tomaschek ungewollt) zu einer weiteren Bestätigung der Relativitätstheorie von Albert Einstein wurden.
Tomaschek wurde 1933 Mitglied der SA, 1937 der NSDAP. Im November 1933 unterzeichnete er das Bekenntnis der deutschen Professoren zu Adolf Hitler.
Zu Tomascheks Doktoranden gehört Peter Sven Brauer.
Tomaschek war ein Anhänger der deutschen Physik, einer antitheoretischen und antisemitischen Gegenbewegung zur modernen Physik. 1945 wurde er von den alliierten Besatzungsmächten aus seiner Position an der Technischen Hochschule München entlassen, in der ihm Georg Joos 1946 nachfolgte.
Von 1948 bis 1954 war Tomaschek bei der Anglo-Iranian Oil Company (AIOC) in England beschäftigt, die 1954 zu British Petroleum wurde. 1954 wurde er in Breitbrunn am Chiemsee Präsident der permanenten Gezeitenkommission.

## Bücher und Arbeiten von Tomaschek
- Von 1933 bis 1945 überarbeitete Tomaschek einige Ausgaben von Ernst Grimsehl’s Lehrbuch der Physik. Zum Gebrauch beim Unterricht neben akademischen Vorlesungen und zum Selbststudium (Teubner).
- Die Messungen der zeitlichen Änderung der Schwerkraft (Springer 1937).
- Leuchten und Struktur fester Stoffe (Oldenbourg, 1943).
- Kosmische Kraftfelder und astrale Einflüsse (Ebertin 1959).
- Probleme der Erdgezeitenforschung (Bayerische Akademie der Wissenschaften 1956).
- Mit Alfred Eckert: Zur Kenntnis des Mesonaphtobianthrons, Monatshefte für Chemie / Chemical Monthly Volume 39, Number 10 (1918).
- Zur Kenntnis der Borsäurephosphore, Annalen der Physik Volume 372, Issue 5, pp. 612–648 (1922).
- Über das Verhalten des Lichtes außerirdischer Lichtquellen, Annalen der Physik Volume 378, Issue 1, pp. 105–126 (1924).
- Über die Phosphoreszenzeigenschaften der seltenen Erden in Erdalkaliphosphoren. I, Annalen der Physik, Volume 380, Issue 18, pp. 109–142 (1924).
- Über die Aberration, Zeitschrift für Physik Volume 32, Number 1 (1925).
- Über Versuche zur Auffindung elektrodynamischer Wirkungen der Erdbewegung in großen Höhen II, Annalen der Physik, Volume 385, Issue 13, pp. 509–514 (1926).
- Über die Emission der Phosphore I. Verhalten des Samariums in Sulfiden und Sulfaten, Annalen der Physik Volume 389, Issue 19, pp. 329–383 (1927).
- Mit Henriette Tomaschek: Über die Emission der Phosphore II. Umwandlung der Teilbanden im Samariumsulfidspektrum, Annalen der Physik Volume 389, Issue 24, pp. 1047–1073 (1927).
- Mit Philipp Lenard u. Ferdinand Schmidt: Phosphoreszenz und Fluoreszenz, in: Handbuch der Experimentalphysik Bd. 23. 1. Teil, hrsg. von Wilhelm Wien, Akademische Verlagsgesellschaft, Leipzig, 1928.
- Mit W. Schaffernicht: Zu den gravimetrischen Bestimmungsversuchen der absoluten Erdbewegung, Astronomische Nachrichten, Volume 244, p. 257 (1932).
- Mit W. Schaffernicht: Ether-Drift and Gravity, Nature Volume 129, 24-25 (1932).
- Mit W. Schaffernicht: Tidal Oscillations of Gravity, Nature Volume 130, 165-166 (1932).
- Mit O. Deutschbein: Über die Emission der Phosphore. III Verhalten des Samariums in den Oxyden der II. Gruppe, Annalen der Physik, Volume 408, Issue 8, pp. 930–948 (1933).
- Mit O. Deutschbein: Fluorescence of Pure Salts of the Rare Earths. Nature Volume 131, 473-473 (1933).
- Mit O. Deutschbein: Über den Zusammenhang der Emissions- und Absorptionsspektren der Salze der Seltenen Erden im festen Zustand I. Fremdstoffphosphore, Zeitschrift für Physik Band 82, Nr. 5–6, Seite 309–327 (1933). Die Autoren sind dort als zugehörig zum Physikal. Institut d. Universität, Marburg a. d. Lahn zitiert (Eingang des Artikels 17. Februar 1933).
- Schwerkraftmessungen, Die Naturwissenschaften Volume 25, Issue 12, pp. 177–185 (1937).
- On the application of phosphorescence spectra to the investigation of the structure of solids and solutions, Trans. Faraday Society Volume 35, 148–154 (1939).
- Non-elastic tilt of the Earth's crust due to meteorological pressure distributions, Pure and Applied Geophysics Volume 25, Number 1, 17-25 (1953).
- Earth Tilts in the British Isles Connected With Far Distant Earthquakes, Nature Volume 176, 24–25 (1955).
- Fundamental behaviour of sensitive springs, J. Sci. Instrum Volume 33, 78-81 (1955). Dort wird der Autor als zugehörig zur British Petroleum Co., Ltd., Kirklington Hall, Nr. Newark, Notts., zitiert. Der Artikel ging am 18. Mai 1955 ein.
- Tidal Gravity Measurements in the Shetlands: Effect of the Total Eclipse of June 30, 1954, Nature Volume 175, 937–939 (1955).
- Measurements of tidal gravity and load deformations on Unst (Shetlands), Pure and Applied Geophysics Volume 37, Number 1, 55-78 (1957).
- Great Earthquakes and the Astronomical Positions of Uranus, Nature Volume 184, 177–178 (1959). In der Autorenzeile der Zusatz: Breitbrunn-Chiemsee, Bayern.
- Mit E. Groten: Die Residualbewegungen in den Registrierungen der horizontalen Gezeitenkomponenten, Journal Pure and Applied Geophysics Volume 56, Number 1, 1-15 (1963).